# Coenotes
Coenotes este un gen de molii din familia Sphingidae. 

## Specii
- Coenotes eremophilae - (Lucas 1891)
- Coenotes jakli - Haxaire & Melichar, 2007